# Саутіст (Нью-Йорк)
Саутіст (англ. Southeast) — місто (англ. town) в США, в окрузі Патнем штату Нью-Йорк. Населення — 18 058 осіб (2020).

## Демографія
Згідно з переписом 2010 року, у місті мешкали 18 404 особи в 6675 домогосподарствах у складі 4768 родин. Було 7095 помешкань
Расовий склад населення:
| - 89,4 % — білих - 2,5 % — азіатів - 2,0 % — чорних або афроамериканців - 0,2 % — корінних американців - 0,1 % — вихідців з тихоокеанських островів - 3,8 % — осіб інших рас |

До двох чи більше рас належало 1,9 %. Частка іспаномовних становила 16,6 % від усіх жителів.
За віковим діапазоном населення розподілялося таким чином: 23,0 % — особи молодші 18 років, 64,2 % — особи у віці 18—64 років, 12,8 % — особи у віці 65 років та старші. Медіана віку мешканця становила 41,7 року. На 100 осіб жіночої статі у місті припадало 102,5 чоловіків;  на 100 жінок у віці від 18 років та старших — 100,2 чоловіків також старших 18 років.
Середній дохід на одне домашнє господарство  становив 113 542 долари США (медіана — 95 222), а середній дохід на одну сім'ю — 130 858 доларів (медіана — 116 074). Медіана доходів становила 63 683 долари для чоловіків та 61 813 долари для жінок. За межею бідності перебувало 4,6 % осіб, у тому числі 4,3 % дітей у віці до 18 років та 2,3 % осіб у віці 65 років та старших.
Цивільне працевлаштоване населення становило 9967 осіб. Основні галузі зайнятості: освіта, охорона здоров'я та соціальна допомога — 25,2 %, науковці, спеціалісти, менеджери — 12,7 %, роздрібна торгівля — 12,3 %.